# Јужна Џорџија и Јужна Сендвичка Острва
Јужна Џорџија и Јужна Сaндвичка Острва (енгл. South Georgia and the South Sandwich Islands (SGSSI)) је прекоморска територија Уједињеног Краљевства у јужном делу Атлантског океана. То је удаљена и негостољубива група острва, која се састоји од Јужне Џорџије и ланца мањих острва познатих као Јужна Сендвичка острва. Јужна Џорџија је дуга 165 километара и широка 35 километара и далеко је највеће острво на територији. Јужна Сендвичка острва леже око 700 километара југоисточно од Јужне Џорџије. Укупна површина територије је 3.903 km². Јужна Сендвичка острва су ненасељена, а на Јужној Џорџији живи веома мали број несталних становника.

## Историја
Острво Јужна Џорџија први пут је 1675. године видео Ентони де ла Роше, лондонски трговац и (упркос његовом француском имену) Енглез. Острво се на раним мапама појавило као острво Роше. Комерцијални шпански брод Леон, који је саобраћао из Сент-Малоа, видео га је 28. или 29. јуна 1756. године. године. Британска је територија од 1775. године. Као посебна територија је основана 1985. године, пре тога је била зависан део Фолкландских Острва. 
На острвима не постоји домаће становништво, само британски гувернер острва и научници који одржавају базу Кинг Едвард Појнт, музејско особље недалеко од Грутвикена.

## Администрација
Суверенитет острва је под спором са Аргентином од 1927. године. Аргентина је одржавала насеље на острву Туле (Јужна Сендвичка Острва) од 1976–1982. и окупирала Грутвикен и Лајт Харбор (Јужна Џорџија) за време Фолкландског рата.

## Привреда
Економска активност у Јужној Џорџији и на Јужним Сендвичким острвима је ограничена. Територија има приход од 6,3 милиона фунти, од чега 80% потиче од риболовних дозвола (цифре за 2020. годину). Други извори прихода су продаја поштанских марака и кованог новца, туризам, царине и лучке дажбине.

## Насеља
Јужна Џорџија и Јужна Сендвичка Острва имају два насеља:
- Грутвикен
- Тачка Краља Едварда

## Клима
Клима је класификована као поларна, а време је веома променљиво и оштро, што чини тундру према Кепеновој класификацији климе. Типичне дневне максималне температуре у Јужној Џорџији на нивоу мора су око 0 °C зими (август) и 8 °C лети (јануар). Зимске минималне температуре су обично око -5 °C и ретко падају испод -10 °C.
| Клима Grytviken/King Edward Point, South Georgia, 1901–1950 (Sunshine 1931–1960)             | Клима Grytviken/King Edward Point, South Georgia, 1901–1950 (Sunshine 1931–1960) | Клима Grytviken/King Edward Point, South Georgia, 1901–1950 (Sunshine 1931–1960) | Клима Grytviken/King Edward Point, South Georgia, 1901–1950 (Sunshine 1931–1960) | Клима Grytviken/King Edward Point, South Georgia, 1901–1950 (Sunshine 1931–1960) | Клима Grytviken/King Edward Point, South Georgia, 1901–1950 (Sunshine 1931–1960) | Клима Grytviken/King Edward Point, South Georgia, 1901–1950 (Sunshine 1931–1960) | Клима Grytviken/King Edward Point, South Georgia, 1901–1950 (Sunshine 1931–1960) | Клима Grytviken/King Edward Point, South Georgia, 1901–1950 (Sunshine 1931–1960) | Клима Grytviken/King Edward Point, South Georgia, 1901–1950 (Sunshine 1931–1960) | Клима Grytviken/King Edward Point, South Georgia, 1901–1950 (Sunshine 1931–1960) | Клима Grytviken/King Edward Point, South Georgia, 1901–1950 (Sunshine 1931–1960) | Клима Grytviken/King Edward Point, South Georgia, 1901–1950 (Sunshine 1931–1960) | Клима Grytviken/King Edward Point, South Georgia, 1901–1950 (Sunshine 1931–1960) |
| Показатељ \ Месец                                                                            | .Јан.                                                                            | .Феб.                                                                            | .Мар.                                                                            | .Апр.                                                                            | .Мај.                                                                            | .Јун.                                                                            | .Јул.                                                                            | .Авг.                                                                            | .Сеп.                                                                            | .Окт.                                                                            | .Нов.                                                                            | .Дец.                                                                            | .Год.                                                                            |
| -------------------------------------------------------------------------------------------- | -------------------------------------------------------------------------------- | -------------------------------------------------------------------------------- | -------------------------------------------------------------------------------- | -------------------------------------------------------------------------------- | -------------------------------------------------------------------------------- | -------------------------------------------------------------------------------- | -------------------------------------------------------------------------------- | -------------------------------------------------------------------------------- | -------------------------------------------------------------------------------- | -------------------------------------------------------------------------------- | -------------------------------------------------------------------------------- | -------------------------------------------------------------------------------- | -------------------------------------------------------------------------------- |
| Апсолутни максимум, °C (°F)                                                                  | 24,5 (76,1)                                                                      | 26,5 (79,7)                                                                      | 28,8 (83,8)                                                                      | 19,1 (66,4)                                                                      | 17,5 (63,5)                                                                      | 14,0 (57,2)                                                                      | 13,6 (56,5)                                                                      | 13,2 (55,8)                                                                      | 17,0 (62,6)                                                                      | 20,0 (68)                                                                        | 22,5 (72,5)                                                                      | 21,5 (70,7)                                                                      | 28,8 (83,8)                                                                      |
| Максимум, °C (°F)                                                                            | 8,4 (47,1)                                                                       | 9,1 (48,4)                                                                       | 8,4 (47,1)                                                                       | 5,6 (42,1)                                                                       | 2,9 (37,2)                                                                       | 0,9 (33,6)                                                                       | 1,2 (34,2)                                                                       | 1,5 (34,7)                                                                       | 3,5 (38,3)                                                                       | 5,4 (41,7)                                                                       | 6,5 (43,7)                                                                       | 7,5 (45,5)                                                                       | 5,1 (41,2)                                                                       |
| Просек, °C (°F)                                                                              | 4,6 (40,3)                                                                       | 5,1 (41,2)                                                                       | 4,4 (39,9)                                                                       | 2,3 (36,1)                                                                       | 0,0 (32)                                                                         | −1,6 (29,1)                                                                      | −1,5 (29,3)                                                                      | −1,8 (28,8)                                                                      | −0,1 (31,8)                                                                      | 1,6 (34,9)                                                                       | 2,7 (36,9)                                                                       | 3,7 (38,7)                                                                       | 1,6 (34,9)                                                                       |
| Минимум, °C (°F)                                                                             | 1,4 (34,5)                                                                       | 1,7 (35,1)                                                                       | 1,0 (33,8)                                                                       | −0,8 (30,6)                                                                      | −3,1 (26,4)                                                                      | −4,6 (23,7)                                                                      | −4,7 (23,5)                                                                      | −4,9 (23,2)                                                                      | −3,3 (26,1)                                                                      | −1,8 (28,8)                                                                      | −0,5 (31,1)                                                                      | 0,4 (32,7)                                                                       | −1,6 (29,1)                                                                      |
| Апсолутни минимум, °C (°F)                                                                   | −4,1 (24,6)                                                                      | −3,7 (25,3)                                                                      | −6,3 (20,7)                                                                      | −9,8 (14,4)                                                                      | −11,4 (11,5)                                                                     | −14,6 (5,7)                                                                      | −15,2 (4,6)                                                                      | −19,2 (−2,6)                                                                     | −18,4 (−1,1)                                                                     | −11 (12)                                                                         | −6,4 (20,5)                                                                      | −5,4 (22,3)                                                                      | −19,2 (−2,6)                                                                     |
| Количина падавина, mm (in)                                                                   | 92 (3,62)                                                                        | 114 (4,49)                                                                       | 136 (5,35)                                                                       | 139 (5,47)                                                                       | 137 (5,39)                                                                       | 135 (5,31)                                                                       | 149 (5,87)                                                                       | 149 (5,87)                                                                       | 92 (3,62)                                                                        | 80 (3,15)                                                                        | 93 (3,66)                                                                        | 88 (3,46)                                                                        | 1,394 (54,88)                                                                    |
| Дани са падавинама (≥ 0.1 mm)                                                                | 12                                                                               | 13                                                                               | 14                                                                               | 14                                                                               | 12                                                                               | 15                                                                               | 15                                                                               | 14                                                                               | 11                                                                               | 12                                                                               | 11                                                                               | 11                                                                               | 154                                                                              |
| Релативна влажност, %                                                                        | 72                                                                               | 69                                                                               | 69                                                                               | 70                                                                               | 74                                                                               | 75                                                                               | 74                                                                               | 73                                                                               | 72                                                                               | 70                                                                               | 69                                                                               | 71                                                                               | 71,5                                                                             |
| Сунчани сати — месечни просек                                                                | 152                                                                              | 160                                                                              | 127                                                                              | 66                                                                               | 34                                                                               | 12                                                                               | 22                                                                               | 74                                                                               | 123                                                                              | 171                                                                              | 174                                                                              | 167                                                                              | 1.282                                                                            |
| Извор #1: Globalbioclimatics/Salvador Rivas-Martínez                                         |                                                                                  |                                                                                  |                                                                                  |                                                                                  |                                                                                  |                                                                                  |                                                                                  |                                                                                  |                                                                                  |                                                                                  |                                                                                  |                                                                                  |                                                                                  |
| Извор #2: DMI/Danish Meteorology Institute (sun, humidity, and precipitation days 1931–1960) |                                                                                  |                                                                                  |                                                                                  |                                                                                  |                                                                                  |                                                                                  |                                                                                  |                                                                                  |                                                                                  |                                                                                  |                                                                                  |                                                                                  |                                                                                  |

## Биљни и животињски свет
Укупно постоји 26 врста васкуларних биљака пореклом из Јужне Џорџије; шест врста трава, четири рогоза, један шаш, шест папрати, једна маховина и девет ситних трава. Постоји и око 125 врста маховине, 85 врста јетрењака и 150 лишајева, као и око 50 врста макрогљива. На острвима нема дрвећа ни жбуња.
Јужну Џорџију насељавају многе морске птице, укључујући албатроса, велику колонију краљевских и других врста пингвина и птица. BirdLife International је идентификовао и Јужну Џорџију и Јужна Сендвичка острва као важна подручја за птице (ИБА).
Фоке често обилазе острва, а китови се могу видети у околним водама. Не постоје домаћи сисари, иако су ирваси, смеђи пацови и мишеви уведени у Јужну Џорџију кроз људске активности. Пацови, доведени на острво као слепи путници на бродовима за пецање и китоловцима у касном 18. веку, нанели су велику штету домаћим дивљим животињама, уништавајући десетине милиона јаја и пилића птица које се гнезде на земљи. Док су раније острвски глечери представљали природну баријеру ширењу пацова, ови глечери се сада полако топе како се клима загрева. Године 2011. научници су покренули четворогодишњи програм за потпуно искорењивање пацова и мишева, што је до сада највећи покушај искорењивања глодара на свету.
Ирваси у Јужној Џорџији су уведени 1911. године од стране норвешких китоловаца, ради меса и за спортског лова. У фебруару 2011. године власти су објавиле да ће због штетног утицаја ирваса на аутохтоне врсте и опасности од њиховог ширења на данас нетакнута подручја, бити извршен потпуни одстрел, што ће довести до искорењивања ирваса са острва. Искорењивање је почело 2013. са 3.500 убијених ирваса. Скоро сви остали су убијени почетком 2014, а последњи (око 50)  2014–2015. године.